# Souleymane Koné
Souleymane Koné (ur. 1 maja 1996 w Grand Bassam) – iworyjski piłkarz występujący na pozycji środkowego obrońcy w austriackim klubie SKN St. Pölten.

## Kariera klubowa
Grę w piłkę nożną rozpoczął w szkółce klubu ASEC Mimosas z Abidżanu. W wieku 14 lat przeniósł się do Aspire Football Academy z Doha w Katarze, gdzie spędził 1,5 roku. W przerwie zimowej sezonu 2011/12 rozpoczął treningi w CSKA Sofia, jednak ze względu na przepisy FIFA nie mógł być zgłoszony do rozgrywek. W maju tego samego roku, w celu obejścia regulaminu FIFA, został zarejestrowany jako lekkoatleta w BFLA i podpisał z CSKA kontrakt amatorski. Przez kolejne 1,5 roku występował w zespole U-19 tego klubu. W lutym 2015 roku został zawodnikiem Araratu Erywań. 1 marca rozegrał swój pierwszy mecz na poziomie seniorskim przeciwko Szirakowi Giumri (2:4) w Barcragujn Chumb i stał się od tego momentu zawodnikiem podstawowego składu. Na przełomie stycznia i lutego 2016 roku odbył testy w Vitória SC (Primeira Liga), po których powrócił do Araratu. W rundzie jesiennej sezonu 2016/17, wraz z grupą innych piłkarzy, został przez trenera Arkadiego Andreasjana odsunięty od treningów z pierwszym zespołem. W październiku 2016 roku jego kontrakt został rozwiązany za porozumieniem stron.
W listopadzie 2016 roku, po odbyciu testów, Koné podpisał trzyletnią umowę z Djurgårdens IF (Allsvenskan), gdzie występował w drużynie U-21 i w rozgrywkach Pucharu Szwecji. Na początku 2018 roku został wypożyczony na rok przez DAC 1904 Dunajská Streda, prowadzoną przez Petera Hyballę. 22 kwietnia 2018 zadebiutował w Fortuna Lidze w wygranym 3:2 wyjazdowym meczu z MŠK Žilina. W sezonie 2018/19 był podstawowym środkowym obrońcą, grającym na tej pozycji wespół z Tomášem Hukiem lub Ľubomírem Šatką, bądź też – w zależności od ustawienia – wraz z oboma tymi zawodnikami. W połowie rozgrywek jego wypożyczenie zostało przedłużone o 6 miesięcy, dzięki czemu rozegrał w całym sezonie 24 spotkania i wywalczył wicemistrzostwo Słowacji.
1 lipca 2019 podpisał dwuletni kontrakt z KVC Westerlo trenowanym przez Boba Peetersa. W pierwszej części sezonu 2019/20 rozegrał 11 meczów w Proximus League, po czym został przeniesiony do rezerw. W styczniu 2021 roku został sprowadzony przez Petera Hyballę do Wisły Kraków, z którą związał się półtoraroczną umową. Zajął on miejsce Tima Halla, który opuścił klub po 11 dniach od podpisania kontraktu.